# 1996년 MTV 무비 어워드
제5회 MTV 무비 & TV 어워드는 1996년 6월 8일에 열린 시상식이다.

## 수상 및 후보

### 최고의 영화상
- 세븐 - 데이빗 핀처 수상
- 아폴로 13 - 론 하워드
- 브레이브하트 - 멜 깁슨
- 클루리스 - 에이미 헥커링
- 위험한 아이들 - 존 N. 스미스

### 최고의 남자배우상
- 에이스 벤츄라 2 - 짐 캐리 수상
- 브레이브하트 - 멜 깁슨
- 12 몽키즈 - 브루스 윌리스
- 아폴로 13 - 톰 행크스
- 크림슨 타이드 - 덴젤 워싱턴

### 최고의 여자배우상
- 클루리스 - 알리시아 실버스톤 수상
- 당신이 잠든 사이에 - 산드라 블록
- 위험한 아이들 - 미셸 파이퍼
- 카지노 - 샤론 스톤
- 데드 맨 워킹 - 수잔 서랜든

### 주목할만한 배우상
- 황혼에서 새벽까지 - 조지 클루니 수상
- 파우더 - 숀 패트릭 프레너리
- 스피시즈 - 나타샤 헨스트리지
- 사랑을 기다리며 - 레라 로천
- 프라이데이 - 크리스 터커

### 가장 매력적인 남우상
- 세븐 - 브래드 피트 수상
- 데스페라도 - 안토니오 반데라스
- 브레이브하트 - 멜 깁슨
- 배트맨 3 - 포에버 - 발 킬머
- 구름 속의 산책 - 키아누 리브스

### 가장 매력적인 여우상
- 클루리스 - 알리시아 실버스톤 수상
- 당신이 잠든 사이에 - 산드라 블록
- 위험한 아이들 - 미셸 파이퍼
- 배트맨 3 - 포에버 - 니콜 키드먼
- 스트립티즈 - 데미 무어

### 최고의 키스상
- 스피시즈 - 나타샤 헨스트리지 수상
- 데스페라도 - 안토니오 반데라스 & 셀마 헤이엑
- 에이스 벤츄라 2 - 소피 오코네도 & 짐 캐리
- 아메리칸 퀼트 - 위노나 라이더 & 더못 멀로니
- 구름 속의 산책 - 아이타나 산체스-기욘 & 키아누 리브스

### 최고의 싸움상
- 해피 길모어 - 아담 샌들러 수상
- 브로큰 애로우 - 존 트라볼타 vs 크리스찬 슬레이터
- 007 제17탄 - 골든 아이 - 피어스 브로스넌 vs 팜케 얀센
- 홍번구 - 성룡

### 최고의 악당상
- 세븐 - 케빈 스페이시 수상
- 배트맨 3 - 포에버 - 짐 캐리
- 카지노 - 조 페시
- 배트맨 3 - 포에버 - 토미 리 존스
- 브로큰 애로우 - 존 트라볼타

### 최고의 코믹연기상
- 에이스 벤츄라 2 - 짐 캐리 수상
- 크레이지 토미 보이 - 크리스 파리
- 해피 길모어 - 아담 샌들러
- 클루리스 - 알리시아 실버스톤
- 프라이데이 - 크리스 터커

### 최고의 콤비상
- 크레이지 토미 보이 - 데이빗 스페이드 수상
- 나쁜 녀석들 - 마틴 로렌스 & 윌 스미스
- 프라이데이 - 아이스 큐브 & 크리스 터커
- 세븐 - 브래드 피트 & 모간 프리먼
- 토이 스토리 - 톰 행크스 & 팀 알렌

### 최고의 액션장면
- 나쁜 녀석들 수상
- 브레이브하트
- 브로큰 애로우
- 다이 하드 3

### 최고의 음악상
- 사랑을 기다리며 - 브랜디 노우드의 'Sittin' Up In My Room' 수상
- 위험한 아이들 - 쿨리오: 'Gansta's Paradise'
- 사랑을 기다리며 - 휘트니 휴스턴
- 배트맨 3 - 포에버 - U2: 'Hold Me, Thrill Me, Kiss Me, Kill Me'
- 배트맨 3 - 포에버 - Seal: 'Kiss From A Rose'

### 최고의 영화속 샌드위치
- 스모크 - 햄&치즈 샌드위치 수상

### 신인 제작자상
- 바틀 로켓 - 웨스 앤더슨 수상

### 평생공로상
- 고질라 수상